# Lange Nelle
La Lange Nelle è un faro situato nella città belga di Ostenda, nelle Fiandre Occidentali. Risalente al 1948, è uno dei quattro fari del Paese ancora in funzione.

## Descrizione
Il faro si trova a Vuurtorendok-West. La torre del faro ha un'altezza di 65 metri e la sua luce si estende sino ad un'altezza di 70 metri. All'interno della torre del faro, si contano 324 gradini. Il faro funziona in modo automatizzato e non è visitabile dai turisti.

## Storia
La Lange Nelle, realizzata nel 1948, fu il quarto faro nella storia della città di Ostenda e il terzo ad essere costruito in questo punto.
Il faro entrò in funzione nel 1949.